# Ajax (programação)

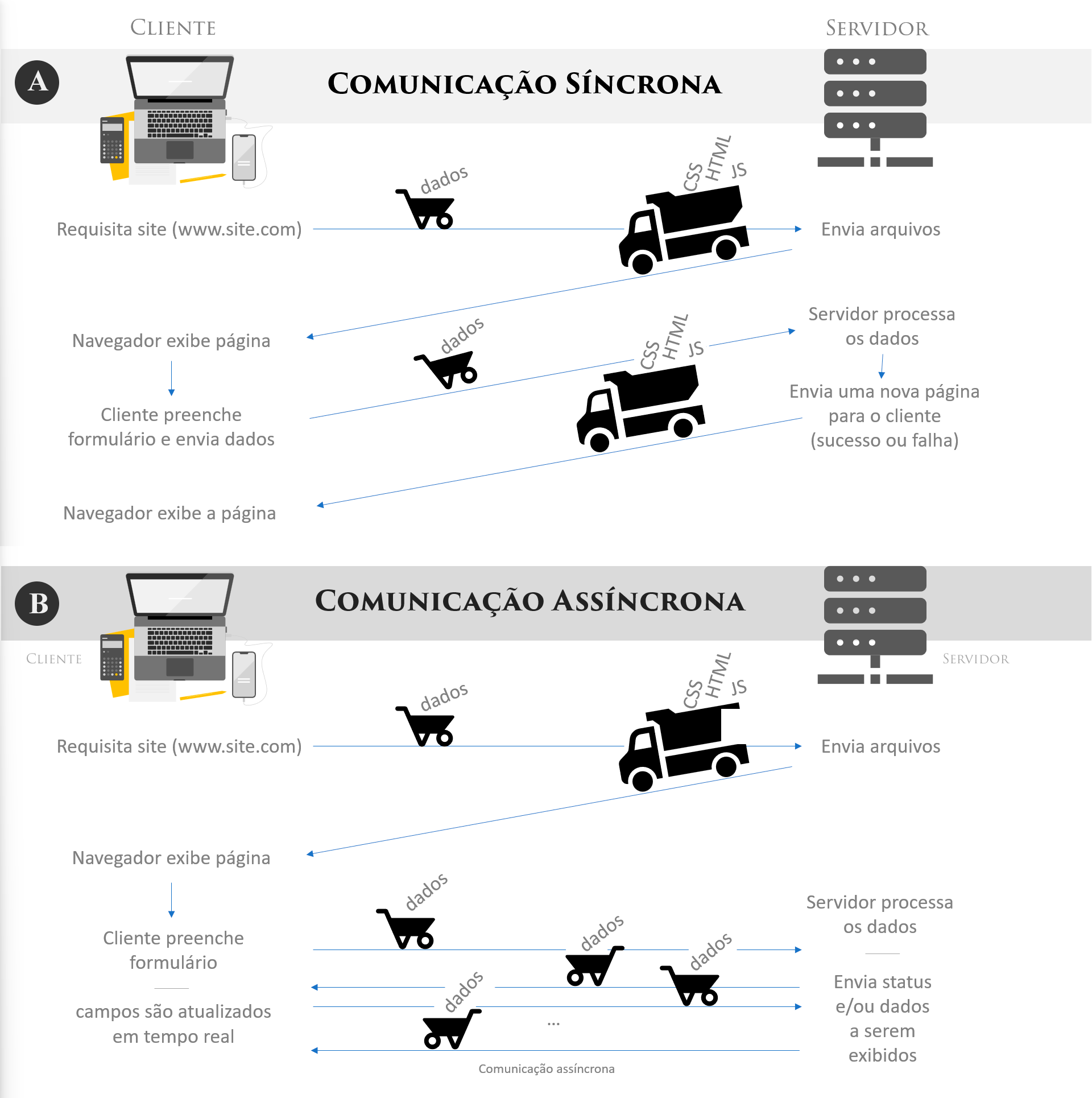
Comunicação síncrona vs. assíncrona. AJAX permite que dados sejam enviados e requisitados sem a necessidade de recarregar uma página.

Ajax (acrônimo em língua inglesa de Asynchronous Javascript and XML, em português "Javascript Assíncrono e XML") é um padrão de programação que faz uso de tecnologias como Javascript e XML, providas por navegadores, para tornar páginas Web mais interativas com o usuário, utilizando-se de solicitações assíncronas de informações.
Utilizando Ajax, os aplicativos web podem enviar e recuperar dados de um servidor de forma assíncrona (em segundo plano) sem interferir na exibição e no comportamento da página existente, desacoplando a camada de intercâmbio de dados da camada de apresentação desses dados.
Foi inicialmente desenvolvida pelo estudioso Jessé James Garret e mais tarde por diversas associações. Apesar do nome, a utilização de XML não é obrigatória, sendo que, atualmente, JSON é mais utilizado do que o XML devido às suas vantagens, em especial, por ser mais leve em termos de uso de recursos. Além disso, as solicitações também não necessitam ser assíncronas.
O objeto XMLHttpRequest (XHR) tem um papel importante na técnica de desenvolvimento web Ajax para se comunicar com os scripts do lado do servidor. Mais recentemente foi lançada a Fetch API, que possui funcionalidade semelhante ao XHR, porém com linguagem em mais alto nível.

## Funcionalidades do Ajax
Uma das características mais importantes do Ajax é a capacidade de realizar requisições assíncronas. Isso significa que o aplicativo Javascript pode interagir com o servidor de forma assíncrona, permitindo que o usuário continue navegando na página, clicando em botões ou preenchendo formulários, enquanto a solicitação é processada.
No Ajax, a tradicional troca de requisições e respostas ainda ocorre, mas de maneira mais dinâmica, sem a necessidade de recarregar a página inteira. Apenas uma parte específica da página é carregada, proporcionando uma experiência mais fluida.
As três principais características do Ajax são:
1. Aplicativos assíncronos, como o Ajax, fazem requisições usando objetos Javascript, sem enviar formulários completos.
2. O navegador web processa as requisições e respostas, reduzindo a carga no código Javascript.
3. Quando o navegador recebe a resposta do servidor, ele chama o código Javascript para processar os dados.